# Podwierzbie (Gmina Żelechów)
Podwierzbie es un pueblo de Polonia, en Mazovia. Se encuentra en el distrito (Gmina) de Żelechów, perteneciente al condado (Powiat) de Garwolin. Se encuentra aproximadamente a 5 km al oeste de Żelechów, 19 km al sureste de Garwolin, y a 74 km al sureste de Varsovia. 
Entre 1975 y 1998 perteneció al voivodato de Siedlce.